# Musée mémorial Sakamoto Ryōma
Le musée mémorial Sakamoto Ryōma (高知県立坂本龍馬記念館, Kōchi kenritsu Sakamoto Ryōma kinenkan) est inauguré le 15 novembre 1991, dans l'enceinte de l'ancien château d'Urado à Katsurahama, préfecture de Kōchi, au Japon. La collection comprend la correspondance et d'autres documents de Sakamoto Ryōma et de ses contemporains ainsi qu'une bibliothèque de plus de deux mille livres liés à la restauration de Meiji.
Le bâtiment est dû à l'agence Workstation des architectes Hiroshi Takahashi et Akiko Takahashi.